# Улица Логинова (Архангельск)
Улица Логинова — улица в центре Архангельска. Расположена в Октябрьском округе Архангельска, тянется от берега Северной Двины до проезда Приорова. Носит имя Савелия Прохоровича Логинова (1913—1960), работавшего первым секретарём Архангельского областного комитета КПСС с 1955 по 1960 год.
От набережной до Обводного канала в центре улицы устроена аллея, которая разделяет две полосы движения.

## История

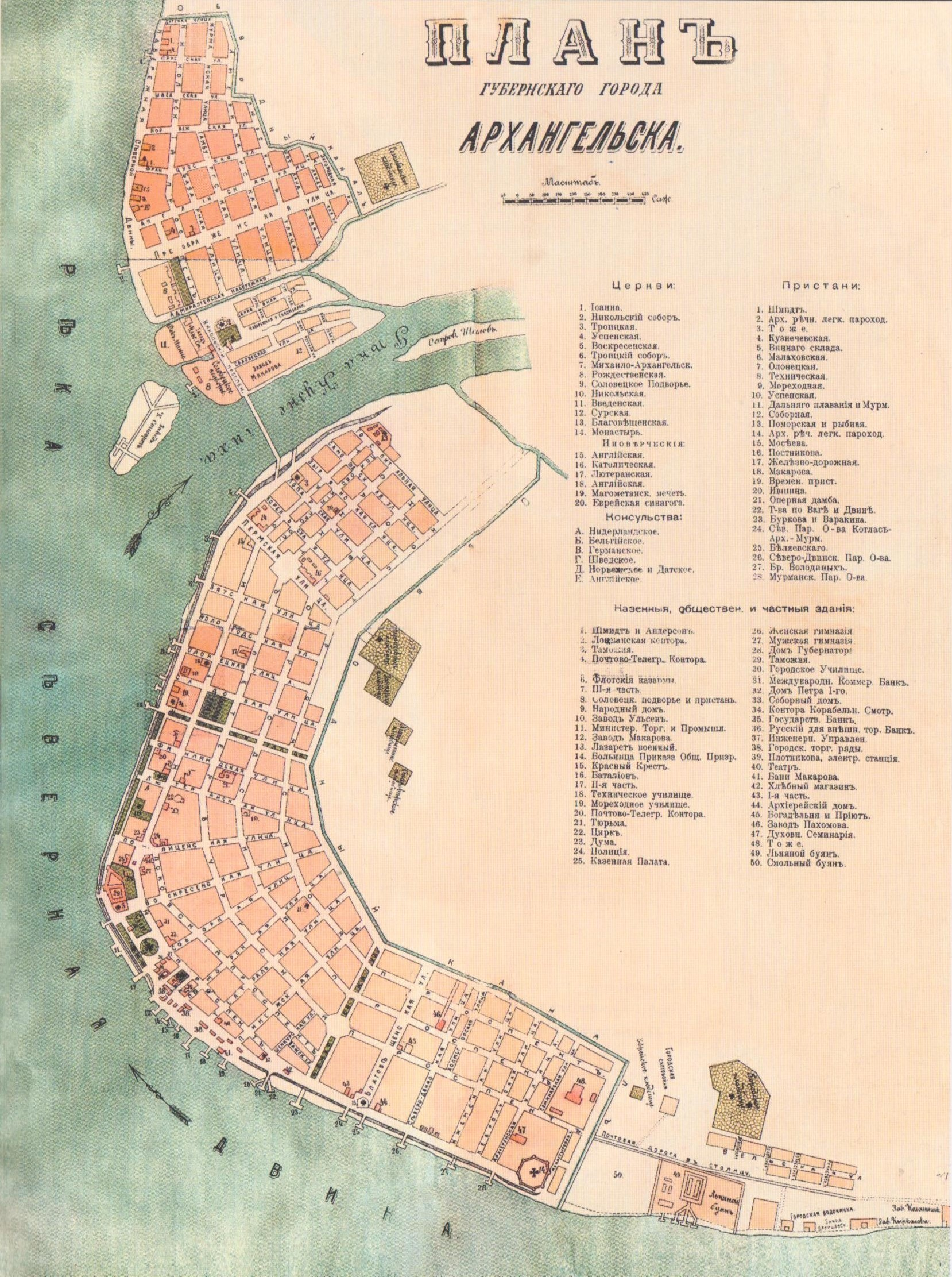
Карта Архангельска 1890 года, на которой отмечена Успенская улица (в центре, также разделена аллеей, как и в настоящее время)

Улица была проложена в XVI веке, в период активной застройки города. Своё первоначальное название (Боровскоуспенская) улица получила от деревянной Успенской церкви, построенной в 1626 году в месте, именуемом Жабиный Наволок (Борки). Позднее она была уничтожена одним из городских пожаров. В 1742 году на месте старой деревянной церкви был заложен каменный храм Успенской церкви, освящённый в 1744 году. В период с 1744 по 1752 год, с западной стороны, к храму была пристроена высокая многоярусная каменная колокольня. Храм служил прибывающим в Архангельск кораблям также и в качестве маяка. Храм был известен своей знаменитой «падающей колокольней», подобной знаменитой Пизанской башне. Колокольня накренилась из-за осевшего грунта и стала падающей, но в 1912 году в результате проведённых работ по выправлению колокольни под руководством П. П. Покрышника, положение башни нормализовалось.
На территории в сторону Садовой улицы был устроен по прямому указанию российского императора Александра I, посетившего Архангельск 28 августа 1819 года, сад. Одно время этот сад был главным местом отдыха горожан. В нём, обустроенном по английским образцам, были проложены широкие мощённые камнем аллеи, дорожки были высыпаны песком, были высажены сотни специально привезённых деревьев, насыпана хорошая земля. Обустройство проводилось силами местных жителей. К концу XIX века сад был оборудован павильонами, беседками, сооружена эстрада, организовывались различные развлечения, давались театральные представления, проходили киносеансы, играл оркестр, на выкопанном пруду в зимнее время заливали каток.
После окончания гражданской войны, в 1920 году, Успенская улица была переименована в Пролетарскую. В 1930-е годы Успенский храм и колокольня были снесены, но в 2000-е годы они вновь были отстроены на прежнем месте. Восстановленная церковь стала частью подворья Антониево-Сийского монастыря. Своды и купол храма расписаны художниками иконописной мастерской этого монастыря.
В 60-е—80-е годы XX века, после осушения Обводного канала, улица была продлена на несколько кварталов в глубь города.
В 1961 году, через год после скоропостижной смерти молодого и энергичного первого секретаря Архангельского областного комитета КПСС С. П. Логинова, Пролетарская улица была переименована в его честь.
По состоянию на 2012 год, на улице практически не осталось зданий исторической застройки XIX века. Редким исключением является дом Шарвина, находящийся на пересечении улицы Логинова и Троицкого проспекта, в котором сейчас располагается Архангельский областной молодёжный театр.
Также на улице Логинова располагается Архангельская областная научная библиотека имени Добролюбова, бассейн «Водник», стадион «Динамо».
В середине XX века на улице Логинова в домах, расположенных рядом, длительное время проживали детский писатель Евгений Степанович Коковин, автор широко известной книги «Детство в Соломбале», и организатор Северного русского народного хора Антонина Яковлевна Колотилова. В память об этом, на домах 5 и 7, были установлены мемориальные доски.

## Достопримечательности

Памятник Петру и Февронии. Начало улицы от Набережной Северной Двины

Памятник Петру и Февронии

## Пересекает или соприкасается
Пересекает шесть из восьми проспектов центральной части Архангельска, а также одну улицу и проезд. Улица Логинова заканчивается, упираясь в площадь Дружбы народов.
Пересекаемые улицы и проспекты, по направлению от реки Северной Двины:
- Набережная Северной Двины
- Троицкий проспект
- Проспект Ломоносова
- Новгородский проспект
- Проспект Советских космонавтов
- Проспект Обводный канал
- улица Суфтина
- проезд Приорова (берет начало от улицы Логинова)
- площадь Дружбы народов